# Heike Drechsler
Heike Drechsler, née Daute le 16 décembre 1964 à Gera, est une athlète allemande spécialiste des épreuves de sprint, de saut en longueur et d'heptathlon. Elle est double championne olympique et double championne du monde de saut en longueur et a été à cinq reprises championne d'Europe. Elle a également été détentrice des records du monde du saut en longueur et du 200 mètres.

## Biographie
Athlète précoce, Heike Daute établit un premier record du monde, chez les juniors, en 1981. Deux ans plus tard, elle porte son record à 7,14 m. Lors de la même saison 1983, le grand public découvre cette athlète est-allemande lors des Championnats du monde 1983 d'Helsinki où elle obtient la médaille d'or en saut en longueur à seulement dix-neuf ans.

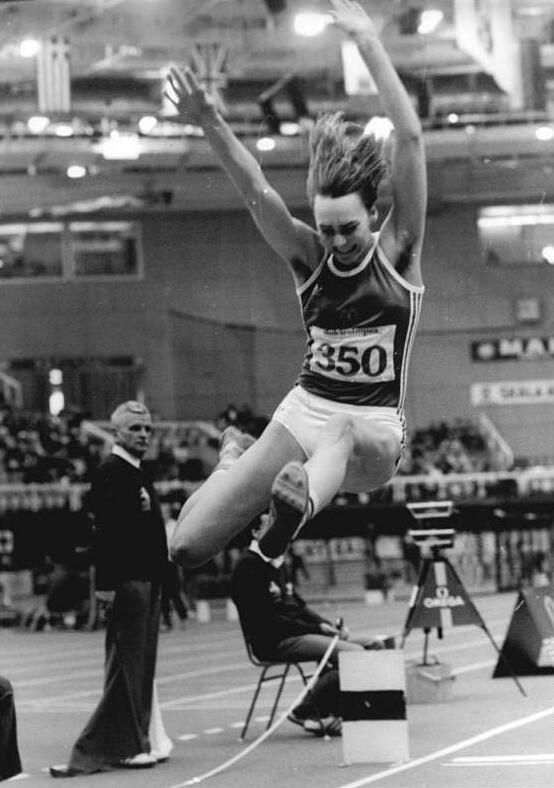
Heike Daute en 1984.

Heike Daute devient la favorite des Jeux olympiques de Los Angeles en 1984. Mais la République démocratique allemande, comme la plupart des autres nations du bloc de l'Est, boycotte cet événement. 
En 1985, elle établit un nouveau record du monde du saut en longueur en réalisant 7,44 m en septembre à Berlin. Elle termine sa saison par une victoire lors de la coupe du monde.
En 1986, elle réalise de grandes performances : le 16 février, elle établit à Senftenberg (Allemagne de l'Est) un nouveau record du monde du 100 yards en salle, en 10 s 24. Puis elle bat son record du monde du saut en longueur d'un centimètre le 21 juin à Tallinn. Huit jours plus tard, elle égale, avec 21 s 71, le record du monde du 200 m, détenu par sa compatriote Marita Koch. Elle égale son propre record du saut en longueur quatre jours plus tard. Enfin, lors des Championnats d'Europe de Stuttgart, elle égale de nouveau le record de Koch pour remporter son premier titre européen. Lors de cette compétition, elle réalise le doublé en remportant également le saut en longueur. Ces performances lui valent quelques distinctions personnelles : elle est désignée athlète de l'année en République démocratique allemande, succédant à Marita Koch et elle est désignée United Press International Athlete of the Year Award, distinction attribuée par l'agence de presse américaine United Press International et qui récompense la meilleure athlète, quel que soit le sport pratiqué, de l'année.
La saison hivernale 1987 voit l'apparition d'une nouvelle compétition, les Championnats du monde en salle dont la première édition se déroule à Indianapolis. Drechsler y remporte deux titres, le 200 m et le saut en longueur.
Lors des Championnats du monde de Rome, elle a pour ambition de remporter trois titres, le 200 mètres, le saut en longueur et le relais 4 × 100 mètres. L'heptathlonienne américaine Jackie Joyner-Kersee, qui deviendra sa plus grande rivale sur la discipline et qui a égalé le record du monde de Drechsler lors des jeux panaméricains trois semaines avant le début des championnats mondiaux, remporte le titre en sautant 7,36 m. Drechsler, blessée au genou, revient en larmes du sautoir après avoir manqué son quatrième saut. Elle n'utilise pas son cinquième essai, puis voyant que la troisième place lui est assurée, elle décide de ne pas utiliser son dernier essai. Elle remporte ainsi la médaille de bronze avec 7,13 m, l'argent étant remporté par la Soviétique Yelena Belevskaya,. L’Américaine remportera également l'heptathlon. Lors de ces mondiaux de Rome, Drechsler participe également au 100 m, terminant à la deuxième place derrière sa compatriote Silke Gladisch. Sa blessure l'empêche de participer au relais 4 × 100 mètres.

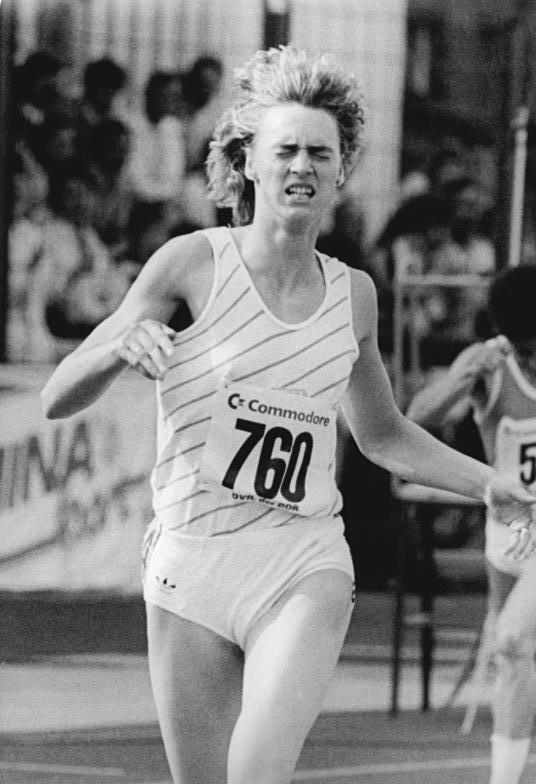
Heike Drechsler en 1988.

Pour ses premiers Jeux olympiques à Séoul, elle termine troisième du 100 m derrière l'Américaine Florence Griffith-Joyner qui remporte le titre en 10 s 54 et une autre Américaine, Evelyn Ashford, qui déclara lors de la conférence de presse : « Aucune femme ne peut battre Florence Griffith ». Dans l'épreuve du 200 m, Drechsler se voit dépossédée de son record du monde lors de la demi-finale par Griffith-Joyner. Celle-ci abaisse encore le record en finale, le portant à 21 s 34, soit 37 centièmes de mieux que le précédent record de l'Allemande. Drechsler termine à nouveau troisième, derrière la Jamaïcaine Grace Jackson. Le concours de saut en longueur est également très relevé avec la présence de Jackie Joyner-Kersee, belle-sœur de Griffith, et de Galina Chistyakova, nouvelle détentrice du record du monde avec 7,52 m. Celle-ci prend l'avantage, puis est dépassée par Drechsler qui prend la tête avec 7,18 m puis 7,22 m. Lors de son cinquième essai, Jackie Joyner-Kersee réalise 7,40 m, soit 18 centimètres de mieux que Drechsler et remporte son deuxième titre olympique après l'heptathlon où elle a de plus battu le record du monde.
Après une année sabbatique en 1989, pour donner naissance à son fils, elle revient au plus haut niveau, devenant championne d'Europe 1990 du saut en longueur avec 7,30 m. Elle obtient une médaille d'argent sur le 200 m, battue par sa compatriote Katrin Krabbe.
Lors des Mondiaux de Tokyo, l'affrontement entre Joyner-Kersee et Drechsler tourne à nouveau à l'avantage de l'Américaine, l'Allemande se contentant de l'argent avec un saut de 7,29 m. Elle remporte une deuxième médaille dans ces championnats avec le bronze du relais 4 × 100 mètres.
Heike Drechsler prend enfin sa revanche, à la longueur, lors des Jeux olympiques de 1992 à Barcelone avec un saut de 7,14 m, Joyner-Kersee n'obtenant que le bronze.
Drechsler confirme cette suprématie lors des Mondiaux de 1993 à Stuttgart en réalisant 7,11 m. L'année suivante, elle gagne son troisième titre européen lors des Championnats d'Europe d'Helsinki. En fin de saison, elle réalise sa meilleure performance personnelle en heptathlon lors du meeting de Talence avec 6 741 points.
Suit alors une période de problèmes : elle doit d'abord s'excuser publiquement après les révélations sur les techniques de dopage datant de l'époque de la République démocratique allemande. Puis, elle est blessée aux ischio-jambiers, blessure qui sera pour elle récurrente.
Lors des quatrièmes Championnats du monde, disputés à Göteborg, Drechsler ne termine qu'à la neuvième place. Elle retrouve un niveau correct lors de la saison hivernale suivante où elle termine avec la meilleure performance mondiale et en étant invaincue. Cependant, sa saison estivale est perturbée par une blessure au genou droit qui la prive des Jeux olympiques d'Atlanta. Elle termine toutefois la saison avec une seconde place lors de la Finale du Grand Prix IAAF. 
Heike Drechsler renoue avec les podiums la saison suivante en conservant son titre européen de la longueur lors des Championnats d'Europe de Budapest avec un saut de 7,16 m. Elle est seulement devancée au bilan mondial par une nouvelle venue, l'Américaine Marion Jones, la battant toutefois lors de la coupe du monde de Johannesbourg. Mais sa blessure récurrente la rattrape et l'empêche de participer aux Mondiaux 1999 de Séville, son premier forfait dans cette épreuve.
Elle n'est donc pas favorite lors des Jeux olympiques de Sydney, laissant ce rôle à de redoutables concurrentes telles que Marion Jones qui dominent l'athlétisme ou Tatyana Kotova. Elle met cependant fin à l'espoir de l'Américaine Marion Jones de remporter cinq titres au cours de mêmes Jeux en remportant le concours des jeux de Sydney avec 6,99 m lors de son troisième essai. L’Américaine termine à la troisième place à sept centimètres, devancée pour la deuxième place par l'Italienne Fiona May qui la précède grâce à un meilleur deuxième saut. L’Allemande remporte ainsi son deuxième titre olympique, au saut en longueur, à 35 ans, 8 ans après Barcelone et 17 ans après son premier titre mondial.
Elle continue sa carrière mais les blessures l'empêchent de participer aux compétitions majeures. Elle annonce sa retraite sportive en mai 2005.
En 2014, elle est intronisée au Temple de la renommée de l'IAAF.
Elle participe en tant qu'officielle parmi les anonymes volontaires lors des Championnats d'Europe 2018 à Berlin. Chargée de la réfection du bac de réception sablé du sautoir après chaque saut, elle est reconnue et saluée par le nouveau champion d'Europe, l'athlète grec Miltiádis Tedóglou, après sa victoire, le 8 août.  

### Vie privée
Elle s'est mariée en 1984 avec Andreas Drechsler, ancien athlète et footballeur, avec qui elle a eu un fils Tony. Le couple a divorcé en 1997.
Heike Drechsler fut la compagne du décathlonien français Alain Blondel, qui fut son dernier entraîneur. Elle a ensuite eu un compagnon se nommant Steffen.
Depuis 2015, elle entretient une relation de long-distance (sic) avec le hurdleur finlandais Arto Bryggare. Elle se marie avec lui le 31 janvier 2019.

## Stasi et dopage
En 1992, le professeur Franke, biochimiste, et son épouse, ancienne heptathlète de la République démocratique d'Allemagne, publient un livre où ils expliquent que, à partir des archives de la Stasi, ils arrivent à déterminer quels athlètes étaient suivis dans le cadre d'un dopage à base principalement de stéroïdes et de testostérone. Bien que les archives ne contiennent pas de noms, les dates et performances permettent d'identifier les noms de code utilisés. Selon ces dossiers, Drechsler aurait reçu des produits dopants entre 1982 et 1984. L’Allemande, qui avait contesté les faits à l'époque en traitant les auteurs de menteurs, fut condamnée à leur verser 7 500 £ et à faire des excuses publiques.
Drechsler déclara en août 2009 qu'elle n'excluait pas d'avoir été dopée à son insu : « Qu'il y ait eu du dopage en ex-RDA, cela ne fait aucun doute. Il y a certainement eu des moments (...) où lorsqu'on allait chez le médecin, on recevait des choses sans réfléchir à ce que c'était », « Finalement, les sportifs étaient tous en RDA en quelque sorte des victimes ».
En outre, d'autres archives présentent Drechsler comme une collaboratrice de la Stasi, sous le pseudonyme de « Jump », ayant pour mission d'espionner les autres athlètes. Cette affirmation a toujours été niée par Drechsler.

## Palmarès
| Date | Compétition                    | Lieu              | Résultat | Épreuve    | Marque    |
| ---- | ------------------------------ | ----------------- | -------- | ---------- | --------- |
| 1981 | Championnats d'Europe juniors  | Utrecht           | 1re      | Longueur   | 7,02 m    |
| 1982 | Championnats d'Europe en salle | Milan             | 5e       | Longueur   | 6,33 m    |
| 1982 | Championnats d'Europe          | Athènes           | 4e       | Longueur   | 6,71 m    |
| 1983 | Championnats d'Europe en salle | Budapest          | 3e       | Longueur   | 6,61 m    |
| 1983 | Championnats du monde          | Helsinki          | 1re      | Longueur   | 7,27 m    |
| 1985 | Championnats d'Europe en salle | Athènes           | 3e       | Longueur   | 6,97 m    |
| 1985 | Coupe du monde                 | Canberra          | 1re      | Longueur   | 7,27 m    |
| 1986 | Championnats d'Europe en salle | Madrid            | 1re      | Longueur   | 7,18 m    |
| 1986 | Goodwill Games                 | Moscou            | 2e       | 100 m      | 10 s 91   |
| 1986 | Championnats d'Europe          | Stuttgart         | 1re      | 200 m      | 21 s 71   |
| 1986 | Championnats d'Europe          | Stuttgart         | 1re      | Longueur   | 7,27 m    |
| 1987 | Championnats d'Europe en salle | Liévin            | 1re      | Longueur   | 7,12 m    |
| 1987 | Championnats du monde en salle | Indianapolis      | 1re      | 200 m      | 22 s 27   |
| 1987 | Championnats du monde en salle | Indianapolis      | 1re      | Longueur   | 7,10 m    |
| 1987 | Championnats du monde          | Rome              | 2e       | 100 m      | 11 s 00   |
| 1987 | Championnats du monde          | Rome              | 3e       | Longueur   | 7,13 m    |
| 1988 | Championnats d'Europe en salle | Budapest          | 1re      | Longueur   | 7,30 m    |
| 1988 | Jeux olympiques                | Séoul             | 3e       | 100 m      | 10 s 85   |
| 1988 | Jeux olympiques                | Séoul             | 3e       | 200 m      | 21 s 95   |
| 1988 | Jeux olympiques                | Séoul             | 2e       | Longueur   | 7,22 m    |
| 1990 | Championnats d'Europe          | Split             | 2e       | 200 m      | 22 s 19   |
| 1990 | Championnats d'Europe          | Split             | 1re      | Longueur   | 7,30 m    |
| 1991 | Championnats du monde en salle | Séville           | 2e       | Longueur   | 6,82 m    |
| 1991 | Coupe d'Europe                 | Francfort         | 1re      | Longueur   | 7,20 m    |
| 1991 | Championnats du monde          | Tokyo             | 2e       | Longueur   | 7,29 m    |
| 1991 | Championnats du monde          | Tokyo             | 3e       | 4 x 100 m  | 42 s 33   |
| 1992 | Jeux olympiques                | Barcelone         | 1re      | Longueur   | 7,14 m    |
| 1992 | Coupe du monde                 | La Havane         | 1re      | Longueur   | 7,16 m    |
| 1993 | Championnats du monde          | Stuttgart         | 1re      | Longueur   | 7,11 m    |
| 1994 | Championnats d'Europe en salle | Paris             | 1re      | Longueur   | 7,06 m    |
| 1994 | Coupe d'Europe                 | Birmingham        | 1re      | Longueur   | 6,99 m    |
| 1994 | Goodwill Games                 | Saint-Pétersbourg | 1re      | Longueur   | 7,12 m    |
| 1994 | Championnats d'Europe          | Helsinki          | 1re      | Longueur   | 7,14 m    |
| 1994 | Décastar                       | Talence           | 1re      | Heptathlon | 6 741 pts |
| 1994 | Finale du Grand Prix IAAF      | Paris             | 3e       | Longueur   | 6,83 m    |
| 1995 | Championnats du monde          | Göteborg          | 9e       | Longueur   | 6,64 m    |
| 1995 | Championnats du monde          | Göteborg          | —        | Heptathlon | DNF       |
| 1995 | Décastar                       | Talence           | 2e       | Heptathlon | 6 375 pts |
| 1996 | Finale du Grand Prix IAAF      | Milan             | 2e       | Longueur   | 6,87 m    |
| 1997 | Championnats du monde en salle | Paris             | 7e       | Longueur   | 6,63 m    |
| 1997 | Championnats du monde          | Athènes           | 4e       | Longueur   | 6,89 m    |
| 1998 | Championnats d'Europe          | Budapest          | 1re      | Longueur   | 7,16 m    |
| 1998 | Finale du Grand Prix IAAF      | Moscou            | 2e       | Longueur   | 6,99 m    |
| 1998 | Coupe du monde                 | Johannesbourg     | 1re      | Longueur   | 7,07 m    |
| 2000 | Championnats d'Europe en salle | Gand              | 2e       | Longueur   | 6,86 m    |
| 2000 | Jeux olympiques                | Sydney            | 1re      | Longueur   | 6,99 m    |
| 2000 | Finale du Grand Prix IAAF      | Doha              | 1re      | Longueur   | 7,07 m    |
| 2001 | Championnats du monde en salle | Lisbonne          | 5e       | Longueur   | 6,75 m    |
| 2001 | Coupe d'Europe                 | Brême             | 1re      | Longueur   | 6,79 m    |
| 2002 | Championnats d'Europe          | Munich            | 5e       | Longueur   | 6,64 m    |

### Autres
- Première du classement final du Grand Prix en 1992
- 15 fois championne d'Allemagne (dont 8 en RDA)

## Records
| Épreuve           | Performance                              | Lieu                     | Date                          |
| ----------------- | ---------------------------------------- | ------------------------ | ----------------------------- |
| 100 m             | 10 s 91 (+ 0,2) (32,997 km/h)            | Moscou                   | 6 juillet 1986                |
| 100 m haies       | 13 s 86 (+ 0,5) (25,97 km/h)             | Göteborg                 | 9 août 1995                   |
| Saut en hauteur   | 1,80 m                                   | Göteborg                 | 9 août 1995                   |
| Lancer du poids   | 13,12 m                                  | Göteborg                 | 9 août 1995                   |
| 200 m             | 21 s 71 (NR) (+ 1,2) / (- 0,8) (33 km/h) | Iéna Stuttgart           | 29 juin 1986 29 août 1986     |
| Saut en longueur  | 7,48 m (NR) (+ 1,2) / (+ 0,4)            | Neubrandenbourg Lausanne | 9 juillet 1988 6 juillet 1992 |
| Lancer du javelot |                                          |                          |                               |
| 800 m             |                                          |                          |                               |
| Heptathlon        | 6 741 pts                                | Talence                  | 11 septembre 1994             |

| Épreuve          | Performance            | Lieu         | Date            |
| ---------------- | ---------------------- | ------------ | --------------- |
| 60 m             | 7 s 23 (29,8755 km/h)  | Osaka        | 11 février 1992 |
| 200 m            | 22 s 27 (NR) (32 km/h) | Indianapolis | 7 mars 1987     |
| Saut en longueur | 7,37 m (WiR)           | Vienne       | 13 février 1998 |

- Records du monde du 200 mètres:
  - 21 s 71 (+1,9 vent) établi à Iéna le 29 juin 1986
  - 21 s 71 (-0,8 vent) établi à Stuttgart le 29 août 1986
- Records du monde du saut en longueur
  - 7,44 m (+2,0 vent) établi à Berlin le 22 septembre 1985
  - 7,45 m (+0,9 vent) établi à Tallinn le 21 juin 1986
  - 7,45 m (+1,1 vent) établi à Dresde le 3 juillet 1986

### Distinctions personnelles
- Élue sportive allemande de l'Est de l'année 1986
- Élue personnalité sportive allemande de l'année 2000
- Reçoit le Trophée Track and Field de l'athlète de l'année en 1992[22]
- Reçoit le United Press International Athlete of the Year Award 1986[23]
- Reçoit en 2005, en compagnie de Frank Fredericks le  Fair Play Award pour l'ensemble de sa carrière[24]